# Meschede
Meschede  är en stad i Hochsauerlandkreis, i det tyska förbundslandet Nordrhein-Westfalen. Staden har citka 30 000 invånare, på en yta av 219 kvadratkilometer. I denna stad föddes August Schmitz (1851-1935), en i Malmö verksam industriman och politiker.